# Albert Sans i Arís
Albert Sans i Arís   (Rubí, 1932) és un coreògraf i mestre de dansa català.

## Biografia
Nascut l'any 1932 a Rubí, Albert Sans va començar a ballar a l'Esbart Dansaire de Rubí quan tenia vuit anys. La seva família tenia una parada de cansaladeria al Mercat Municipal de la ciutat, on ell va treballar fins a la seva jubilació.
L'any 1955 va iniciar la seva trajectòria com a director artístic de l'Esbart Dansaire de Rubí, substituint Joan Closa, i des d'aquell moment va destacar per la seva capacitat d'incorporar el llenguatge teatral i la concepció d'espectacle a les danses tradicionals que es ballaven a les places. Durant aquest temps va fer grans aportacions a la coreografia i va treballar per internacionalitzar la dansa catalana. Així, el 1960 va viatjar amb l'Esbart a Stuttgart i als anys seixanta va treballar com a coreògraf al Gran Teatre del Liceu. La seva presència en programes de televisió d'àmbit nacional com RTVE i TV3, així com les seves col·laboracions amb l'Institut del Teatre, també van contribuir a aquesta difusió. Igualment, va treballar en espectacles de Maria Aurèlia Capmany, Enric Majó, Fabià Puigserver, Lluís Pasqual o Josep Montanyès.
L'any 1990 va deixar la direcció de l'esbart, que va passar a mans de d'Eduard Ventura.
Albert Sans ha rebut diversos guardons al llarg de la seva trajectòria com a coreògraf i mestre de dansa. L'any 1964 va ser nomenat Cavalier de l'Olivier per la seva defensa del folklore. El 1992 va rebre la Creu de Sant Jordi per la seva dedicació a l'Esbart Dansaire de Rubí, per les seves aportacions a la coreografia i a la dansa que van permetre conèixer més profundament i difondre les danses i els balls tradicionals catalans. El 1993 el Ministeri de Cultura li va atorgar la Medalla d'Or del Mèrit de les Arts. També ha rebut premis de l'Agrupament d'Esbarts Dansaires i de l'Agrupació de Sardanistes.
També ha estat codirector de l'Esbart Dansaire de Mollet.
L'any 2014 Albert Sans va donar el seu arxiu personal a la ciutat de Rubí, que es conserva a la Biblioteca Municipal Mestre Martí Tauler. El fons, que inclou documentació entre els anys 1949 i 2009, reflecteix l'activitat artística del coreògraf a través de programes, cartells, partitures, fotografies, notes de premsa i cartes, que fan referència no tan sols a l'Esbart Dansaire de Rubí, sinó a d'altres de tot Catalunya.

## Coreografies
Albert Sans ha creat més de 60 coreografies de dansa catalana, entre danses de nova creació i adaptacions coreogràfiques de danses tradicionals. Entre elles destaquen el ball que va crear per a l'òpera Marina d'Emílio Arrieta el 1968, que es va estrenar al Gran Teatre del Liceu, Les gitanes del Vallès (1970), més conegudes com Les gitanes de Rubí, la versió dansada dels Cants i danses del Llibre Vermell de Montserrat (1978) i Carnestoltes (1982), amb guió original de Manel Cubeles i Solé.
| Ball                                            | Data de l'estrena      | Instrumentació          | Figurins                 | Lloc de l'estrena                           |
| ----------------------------------------------- | ---------------------- | ----------------------- | ------------------------ | ------------------------------------------- |
| La Moixeranga d'Algemesí                        | 29 de juny de 1957     |                         |                          | Teatre Domènech de Rubí                     |
| Bolero Vell de s'hort d'en boira                | 29 de juny de 1957     |                         |                          | Teatre Domènech de Rubí                     |
| Retaule Valencià                                | 12 de novembre de 1961 |                         |                          | Casino Español de Rubí                      |
| Suite Catalana                                  | 10 de juny de 1962     |                         |                          | Casino Español de Rubí                      |
| Marina                                          | 20 de gener de 1968    |                         | Ramon Trabal i Altés     | Gran Teatre del Liceu                       |
| Les gitanes del Vallès                          | 19 de març de 1970     | Jordi Núñez i Pallarola | Ramon Trabal i Altés     | Teatre La Faràndula de Sabadell             |
| Dansa catalana                                  | 19 de març de 1976     |                         |                          | Teatre La Faràndula de Sabadell             |
| Bolero d'Alcúdia de Carlet                      | 19 de març de 1976     |                         | Fabià Puigserver i Plana | Teatre La Faràndula de Sabadell             |
| El mortitxol                                    | 19 de març de 1976     | Jordi Núñez i Pallarola | Fabià Puigserver i Plana | Teatre La Faràndula de Sabadell             |
| Sarau                                           | 19 de novembre de 1977 |                         |                          | Cercle Mercantil d'Igualada                 |
| Cants i danses del Llibre Vermell de Montserrat | 27 de maig de 1978     |                         |                          | Monestir de Montserrat                      |
| Ballet de Déu                                   | 15 de maig de 1980     |                         |                          | Palau de la Música Catalana                 |
| La Solipanta                                    | 15 de maig de 1980     |                         |                          | Palau de la Música Catalana                 |
| Les Havaneres                                   | 15 de maig de 1980     |                         |                          | Palau de la Música Catalana                 |
| Del Pla a la Muntanya                           | 15 de maig de 1980     |                         |                          | Palau de la Música Catalana                 |
| Balls dels Ocells                               | 30 d'abril de 1982     |                         |                          | Gran Teatre del Liceu                       |
| Bals è cansus populars aranesi                  | 30 d'abril de 1982     |                         |                          | Gran Teatre del Liceu                       |
| El Carnestoltes                                 | 30 d'abril de 1982     | Joaquim Serra           |                          | Gran Teatre del Liceu                       |
| Farandola de Cançó d'amor i de guerra           | 30 de setembre 1983    |                         |                          | Gran Teatre del Liceu                       |
| Danses de la mort caminada                      | 7 d'abril de 1989      |                         |                          | Foment Cultural i Artístic de Molins de Rei |
| El maco de la Laia                              | 29 de juny de 1990     |                         |                          | Plaça del Dr. Guardiet de Rubí              |
| De nit sota el gessamí                          | 5 de juny de 1993      |                         |                          | Teatre Municipal La Sala de Rubí            |